# Pálfalvi Pál
Pálfalvi Pál (Tekerőpatak, 1947. március 4. –) erdélyi magyar növénytani szakíró.

## Életútja
Középiskolát Csíkszeredában végzett, a Babeș-Bolyai Egyetem biológia-növénytan szakán szerzett oklevelet (1971). 1971-81 között tanár Csíkszentdomokoson, majd 1981-től Székelyudvarhelyen, a Benedek Elek Tanítóképzőben. Ugyanitt a környezetismeret és a tantárgypedagógia szakirányítója. Első írása a Művelődésben jelent meg (1977). Növénytani közléseit az átültetésről, védett növényekről, bazsarózsáról, harangvirágról, sárga tárnicsról a Hargita, Informația Harghitei, Jóbarát hozta nyilvánosságra.

## Művei
- A Csíki havasok néhány növénytársulásának ökológiai jellemzése (Csűrös István, Csűrös Margit társszerzőkkel, Acta Hargitensia, Csíkszereda 1980)
- Hargita megye védett és ritka növényei, állatai (Borsodi Lászlóval, Fülöp Zoltánnal, Izsák Zoltánnal társszerzésben, Csíkszereda 1981)
- Vicia faba germoplasm collection in Eastern Transylvania (Notulae Botanicae Horti Agrobotanicii, Kolozsvár 1987).